# Hektoria-Gletscher
Der Hektoria-Gletscher ist ein Gletscher an der Oskar-II.-Küste des Grahamlands auf der Antarktischen Halbinsel. Er fließt aus dem Gebiet um Mount Johnston in südlicher Richtung in das Vaughan Inlet, das er unmittelbar westlich des Shiver Point erreicht.
Der australische Polarforscher Hubert Wilkins entdeckte ihn bei seinem Antarktisflug am 20. Dezember 1928. Er hielt ihn irrtümlich für einen Fjord. Vermessungen des Falkland Islands Dependencies Survey konnten 1947 das von Wilkins als „langer vereister Fjord“ beschriebene Objekt nicht identifizieren. Erst 1955 deckte der Survey auf, das es sich dabei um diesen Gletscher und zwei weitere unbenannte Gletscher handeln musste. Benannt ist der Gletscher nach dem Walfangschiff Hektoria, Mutterschiff der britischen Walfangflotte.
Bis 2002 hatte der Gletscher eine Länge von etwa 26 km und terminierte im Larsen B-Schelfeis. Nach dem Zerbrechen des Schelfeises zog sich der Gletscher bis 2011 in mehreren Etappen um ca. 17 km zurück. Ab dem Jahr 2011 bildete sich an der Küste mehrjähriges Festeis, das den Gletscherfluss verlangsamte. Dadurch gewann der Hektoria-Gletscher wieder ca. 16 km an Länge. Im Januar 2022 zerbrach das Festeis, zwischen März 2022 und August 2023, also in 1,5 Jahren, ging die Gletscherlänge um 23 km zurück, in einer ersten Stufe im März 2022 allein in 19 Tagen um 11,7 km. Das war der bis dato schnellste jemals in den Satellitendaten festgehaltene Gletscherrückzug.